# Kreis Kuçova
Der Kreis Kuçova (albanisch: Rrethi i Kuçovës) war einer der 36 Verwaltungskreise Albaniens, die im Sommer 2015 nach einer Verwaltungsreform aufgehoben worden sind. Mit einer Fläche von 112 Quadratkilometern handelt es sich um den kleinsten Kreis des Landes. Er gehörte zum Qark Berat. Im Jahr 2011 lebten im Kreis lebten 27.281 Einwohner. Dies war mehr als die Bevölkerung vieler anderer Kreisen, die zum Teil fast um ein Zehnfaches größer waren.
Benannt wurde der Kreis nach dem Hauptort Kuçova.

## Geographie
Kuçova liegt am Übergang von der Mittelalbanischen Myzeqe-Ebene in die südalbanische Berglandschaft. Die Westgrenze des Kreises wurde mehrheitlich vom Fluss Osum gebildet, die Nordgrenze vor allem vom Devoll.
Berat, die größte Stadt der Region, ist von Kuçova lediglich 15 Kilometer entfernt.

## Wirtschaft

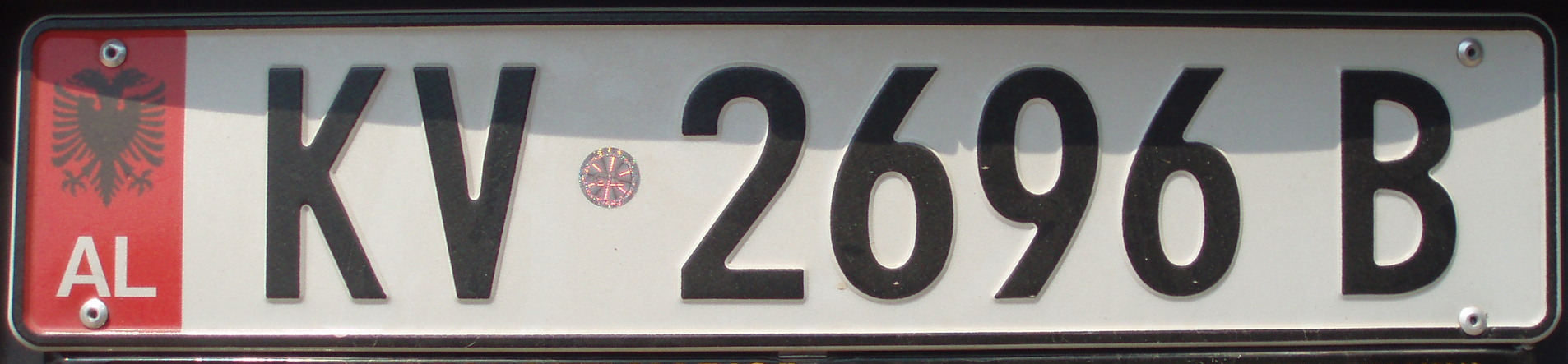
Nummernschild aus Kuçova

Kuçova ist Zentrum der albanischen Erdöl-Industrie; Erdöl wird hier seit den 1930er Jahren gefördert. Seit dem Ende des Kommunismus stehen aber viele Ölquellen still. Die Umweltverschmutzung durch die Ölförderung ist zum Teil gravierend: Viele Leitungen und Quellen verlieren Öl.
Der Militärflugplatz der albanischen Luftwaffe bei Kuçova ist einer ihrer wenigen noch genutzten Stützpunkte. Die Düsenjetflotte bestehend aus veralteten MiGs und Shenyang-Fliegern aus den 1950er Jahren ist nicht mehr in Betrieb.

## Gemeinden
Das Gebiet des ehemaligen Kreises bildet heute die Gemeinde (Bashkia) Kuçova, zu der neu auch noch die Gemeinde Lumas (3981 Einwohner; 79,18 Quadratkilometer) hinzugekommen ist.
| Name   | Einwohner | Gemeindeart |
| ------ | --------- | ----------- |
| Kuçova | 12.654    | Bashkia     |
| Kozar  | 5.622     | Komuna      |
| Perond | 9.005     | Komuna      |